# Sasek Mały
Sasek Mały (deutsch Paterschobensee) ist ein Dorf in der polnischen Woiwodschaft Ermland-Masuren. Es gehört zur Gmina Szczytno (Landgemeinde Ortelsburg) im Powiat Szczycieński (Kreis Ortelsburg).

## Geographische Lage
Das auf einer weit in den Kleinen Schobensee (polnisch Jezioro Sasek Mały) hineinreichenden Halbinsel gelegene Dorf liegt in der südlichen Mitte der Woiwodschaft Ermland-Masuren, zehn Kilometer südwestlich der Kreisstadt Szczytno (deutsch Ortelsburg).

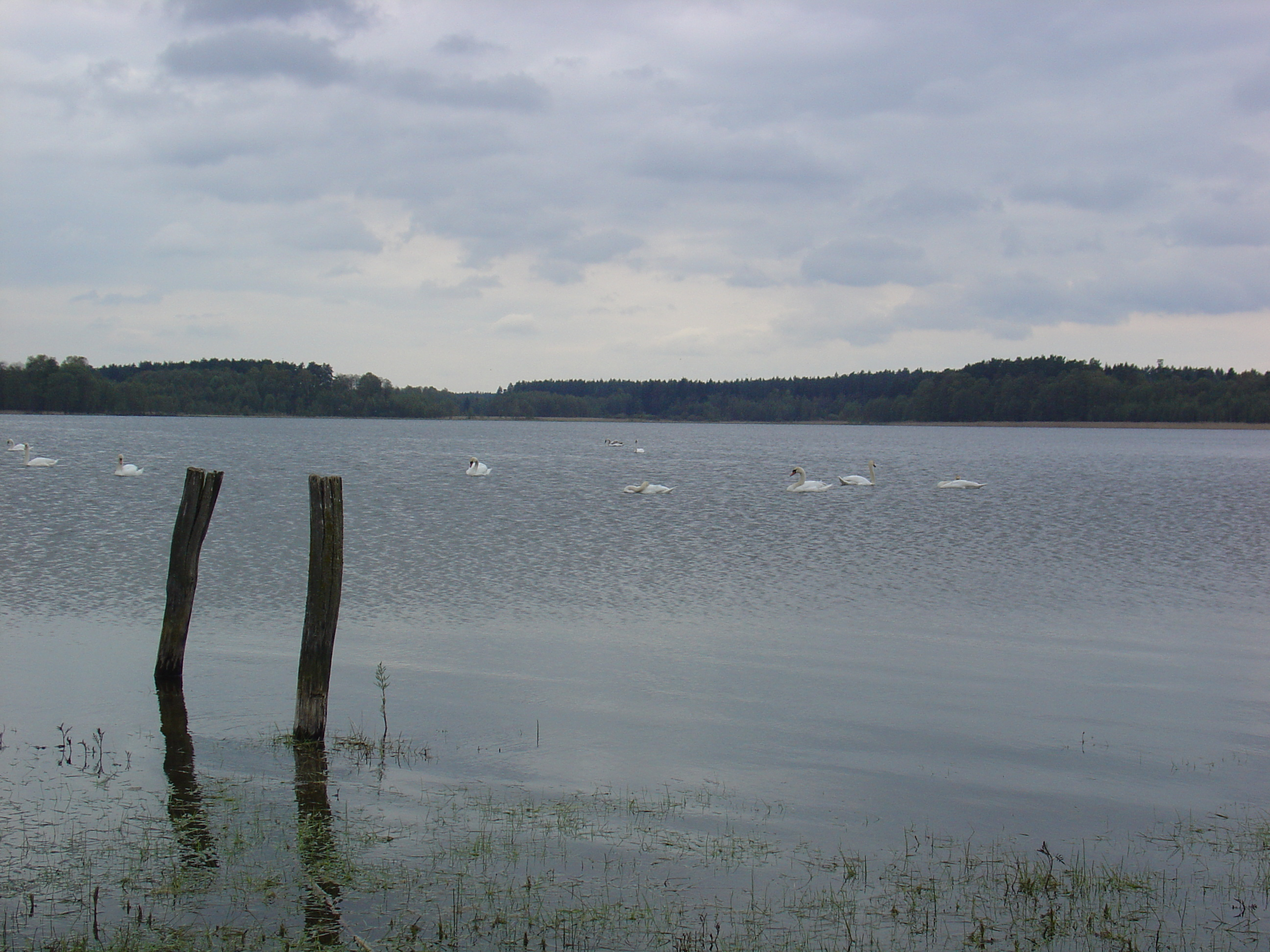
Blick von Sasek Mały auf den gleichnamigen See (deutsch Kleiner Schobensee)

## Geschichte

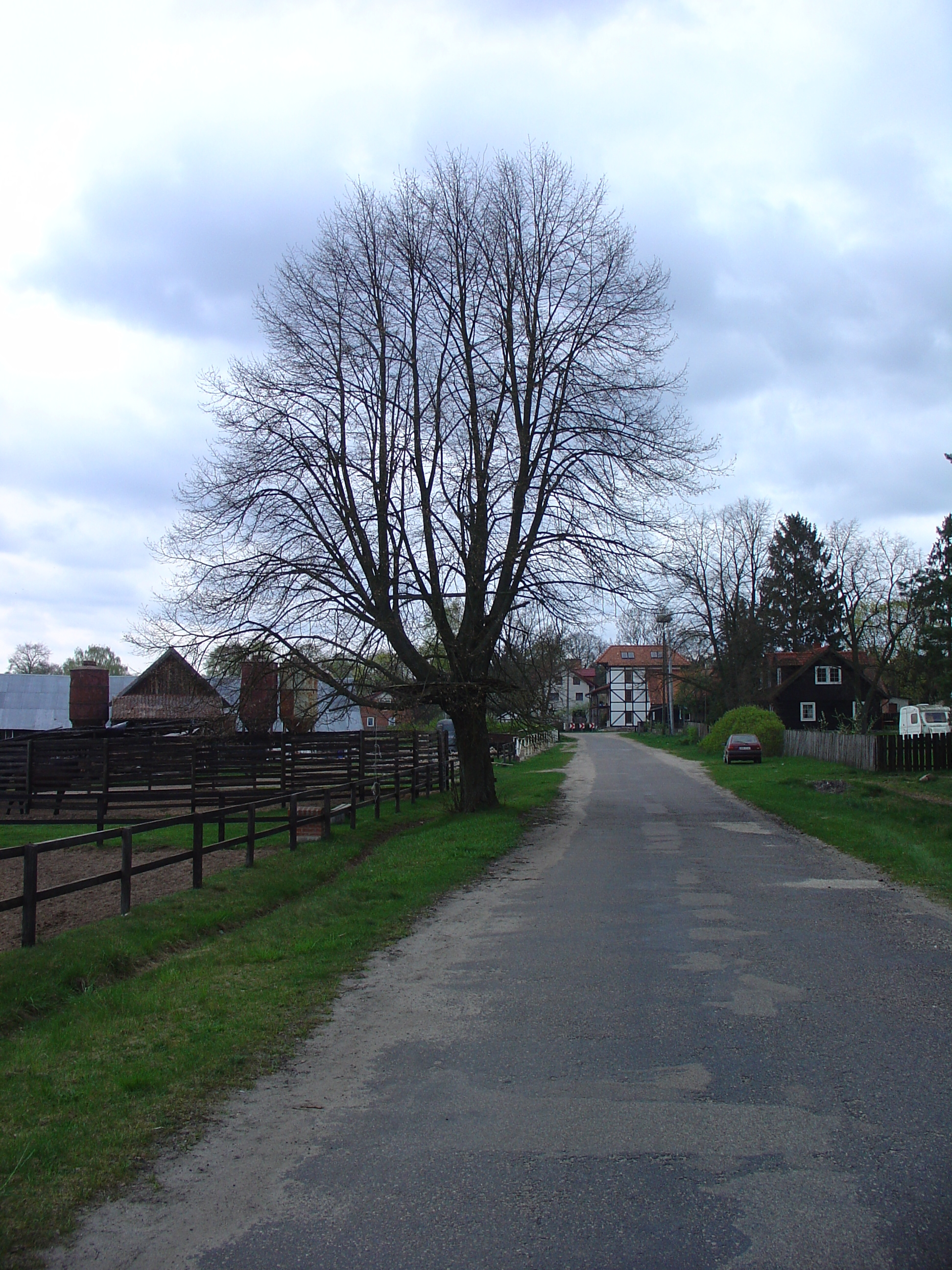
Dorfstraße in Sasek Mały

Paterschobensee (nach 1820 Schobensee-Pater, nach 1898 Pater-Schobensee genannt) mit seiner zum Forst Korpellen gehörenden Försterei wurde 1787 gegründet. Nach der Handfeste vom 31. Dezember jenes Jahres wurde Land an acht Männer, die seit 1785 „allhier gerodet“ hatten, zu Schatullrechten verschrieben. 1824 konnte das Areal noch erweitert werden. Die Fischereirechte auf dem Kleinen Schobensee waren verpachtet.
1874 kam Paterschobensee zum neu errichteten Amtsbezirk Kannwiesen (bis 1948 polnisch Kanwizy, nach 1948 Chwalibogi, nicht mehr existent) im ostpreußischen Kreis Ortelsburg. Im Jahre 1910 zählte das Dorf 212 Einwohner,. Um 1920 entstand die 400 Hektar große Revierförsterei Paterschobensee.
Aufgrund der Bestimmungen des Versailler Vertrags stimmte die Bevölkerung im Abstimmungsgebiet Allenstein, zu dem Paterschodensee gehörte, am 11. Juli 1920 über die weitere staatliche Zugehörigkeit zu Ostpreußen (und damit zu Deutschland) oder den Anschluss an Polen ab. In Paterschobensee stimmten 172 Einwohner für den Verbleib bei Ostpreußen, auf Polen entfielen keine Stimmen.
In den 1920er Jahren erlebte der Ort einen wirtschaftlichen Aufschwung, der auch den Tourismus anzog. Die Einwohnerzahl belief sich 1933 auf 241 und 1939 auf 234.
Als 1945 in Kriegsfolge das gesamte südliche Ostpreußen an Polen überstellt wurde, war auch Paterschobensee davon betroffen. Das Dorf erhielt die polnische Namensform „Sasek Mały“. Es ist heute mit dem Sitz eines Schulzenamtes (polnisch Sołectwo) eine Ortschaft im Verbund der Landgemeinde Szczytno (Ortelsburg) im Powiat Szczycieński (Kreis Ortelsburg), bis 1998 der Woiwodschaft Olsztyn, seither der Woiwodschaft Ermland-Masuren zugehörig.

## Kirche
Bis 1945 war Paterschobensee in die evangelische Kirche Groß Schiemanen in der Kirchenprovinz Ostpreußen der Kirche der Altpreußischen Union eingepfarrt. Noch heute existiert der einstige evangelische Friedhof. Außerdem gehörte das Dorf zur römisch-katholischen Pfarrkirche Ortelsburg im damaligen Bistum Ermland.
Heute ist Sasek Mały katholischerseits nach Szymany im jetzigen Erzbistum Ermland ausgerichtet. Evangelischerseits ist es in die Kirche Szczytno in der Diözese Masuren der Evangelisch-Augsburgischen Kirche in Polen eingegliedert.

## Schule
Die während der Regierungszeit Friedrich Wilhelms III. gegründete Volksschule in Paterschobensee war 1875 mit einem massiven Neubau versehen worden. Lange Jahre war hier der Lehrer Perlbach tätig, der sich große Verdienste um die Pflege des kulturellen Lebens am Ort erworben hat.

## Verkehr

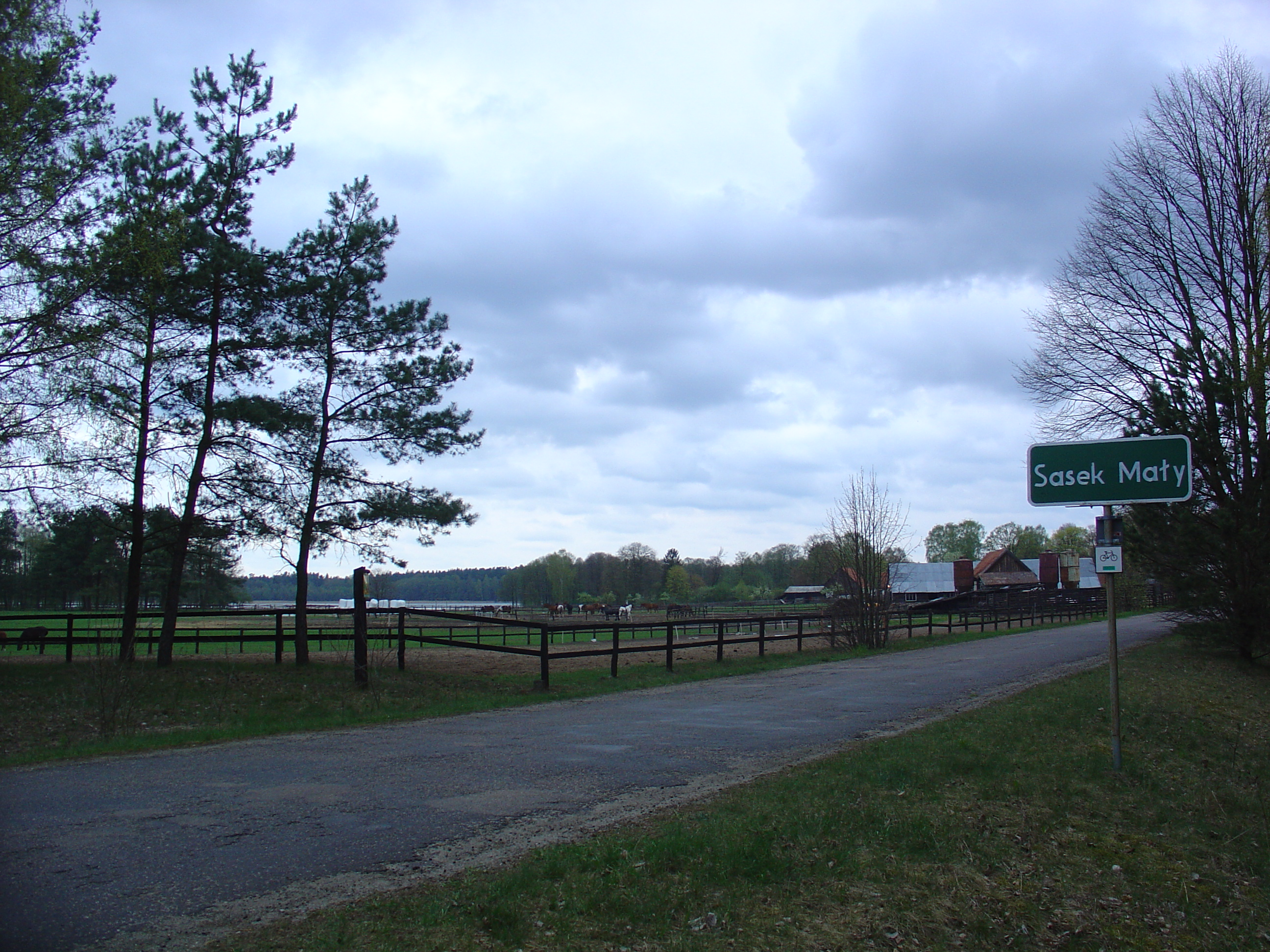
Ortseinfahrt Sasek Mały

Sasek Mały liegt am Ende je einer Nebenstraße, die von der Landesstraße 57 (einstige deutsche Reichsstraße 128) bzw. von der Woiwodschaftsstraße 508 abzweigt. Eine Anbindung an den Bahnverkehr besteht nicht.

## Grüne Radtouristenroute
Sasek Mały liegt an der Grünen Radtouristenroute (polnisch Rowerowy zielony szlak turystyczny), die auf einer Länge von 34,80 Kilometern von Kucbork (Kutzburg) nach Róklas (Rocklaß, 1933 bis 1945 Eckwald) führt und dort in einem Waldlehrpfad endet.